# Хедерслебен
Хедерслебен (њем. Hedersleben) општина је у њемачкој савезној држави Саксонија-Анхалт. Једно је од 20 општинских средишта округа Харц. Према процјени из 2010. у општини је живјело 1.603 становника. Посједује регионалну шифру (AGS) 15085160.

## Географски и демографски подаци
Хедерслебен се налази у савезној држави Саксонија-Анхалт у округу Харц. Општина се налази на надморској висини од 101 метра. Површина општине износи 16,5 km². У самом мјесту је, према процјени из 2010. године, живјело 1.603 становника. Просјечна густина становништва износи 97 становника/km².